# Giani Zail Singh
Giani Zail Singh (5 maggio 1916 – Chandigarh, 25 dicembre 1994) è stato un politico indiano.

## Biografia
Fu il settimo presidente dell'India, in carica dal 1982 al 1987.